# Deutsche Unihockey-Kleinfeldmeisterschaft 2010
Die deutsche Unihockey-Kleinfeldmeisterschaft 2010 wurde am 19. und 20. Juni 2010 in Hochdahl (Nordrhein-Westfalen) ausgespielt. Acht Mannschaften hatten sich zuvor für die Finalrunde qualifiziert und spielten in zunächst zwei Vorrundengruppen um den Einzug in das Halbfinale. Im Finale gewann der TSV Berkersheim mit 4:3 gegen den gastgebenden SSC Hochdahl.

## Platzierungsspiele

### Spiel um Platz 7
| Kieler Floorball Klub | 13 | – | 6 | TV Südkamen | 20. Juni 2010 |  |

### Spiel um Platz 5
| Nuts 04 Nürnberg | 8 | – | 7 | ETV Hamburg | 20. Juni 2010 |  |

## Finalrunde

### Kleines Finale
| VBC Olympia 72 Ludwigshafen | 7 | – | 12 | SG Siems/Tetenbüll | 20. Juni 2010 |  |

### Finale
| SSC Hochdahl | 3 | – | 4 | TSV Berkersheim | 20. Juni 2010 |  |

## Endplatzierungen
| Kleinfeldmeisterschaft 2010 | Kleinfeldmeisterschaft 2010 |
| --------------------------- | --------------------------- |
| Platz 1                     | TSV Berkersheim             |
| Platz 2                     | SSC Hochdahl                |
| Platz 3                     | SG Siems/Tetenbüll          |
| Platz 4                     | VBC Olympia 72 Ludwigshafen |
| Platz 5                     | Nuts 04 Nürnberg            |
| Platz 6                     | ETV Hamburg                 |
| Platz 7                     | Kieler Floorball Klub       |
| Platz 8                     | TV Südkamen                 |